# Opika von Méray Horváth

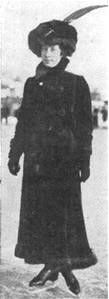
Méray Horváth

Opika von Méray Horváth (Arad, 30 december 1889 - Boedapest, 25 april 1977) was een kunstschaatsster die voor Hongarije deelnam toen dit land nog deel uitmaakte van de dubbelmonarchie Oostenrijk-Hongarije.  
Opika von Méray Horváth was de tweede Hongaarse vrouw die aan de Wereldkampioenschappen kunstschaatsen deelnam. Bij haar eerste deelname op het WK van 1911 in Wenen werd ze tweede achter haar landgenote Lily Kronberger die voor de vierde keer wereldkampioene werd. Op de drie volgende kampioenschappen, het WK van 1912 te Davos, het WK van 1913 te Stockholm en het WK van 1914 te Sankt Moritz werd ze wereldkampioene. Het uitbreken van de Eerste Wereldoorlog maakte een eind aan haar schaatscarrière. Hierna zou ze als taallerares werkzaam zijn.
Na haar zou alleen Júlia Sebestyén op het EK van 2004 nog een internationale kampioenstitel voor Hongarije behalen bij de vrouwen in het kunstschaatsen.

## Belangrijke resultaten
| Kampioenschap       | 1911   | 1912 | 1913 | 1914 |
| ------------------- | ------ | ---- | ---- | ---- |
| Wereldkampioenschap | Zilver | Goud | Goud | Goud |